# Shinobu Ishihara
Shinobu Ishihara (japonès: 石原 忍, Ishihara Shinobu; 25 de setembre de 1879 - 3 de gener de 1963) va ser un metge i oftalmòleg japonès. Conegut mundialment per la seva prova de ceguesa als colors mitjançant unes cartes que va establir el 1917 i que porten el seu nom: Cartes d'Ishihara. Fins i tot avui roman el seu examen entre els més escollits en el món per a detectar aquest problema. Menys conegut és el fet que el Dr. Ishihara va desenvolupar una carta d'agudesa visual japonesa i un aparell per determinar el punt proper; ambdós romanen actualment en gran ús al Japó. Entre d'altres va fer moltes contribucions significatives per a l'estudi del tracoma i la miopia.

## Biografia
El 1908 Dr. Ishihara va entrar al curs de postgrau en oftalmologia a la Universitat Imperial de Tòquio, estudiant sota la supervisió del Prof. Jujiro Komoto. Posteriorment, va estudiar a Alemanya sota la tutela dels professors Stock, Axenfeld y Hess. El Dr. Ishihara va ser escollit com a professor i director per succeir al Prof. Komoto al Departament d'Oftalmologia de la Universitat Imperial de Tòquio el 1922, impartint els seus serveis fins al març de 1940.
Ishihara va portar sempre una vida modesta, sense cap interès per les possessions materials. Va ser grandiosament reverenciat pels seus estudiants que, després del seu retir, van construir una casa de camp per a ell prop de la càlida península d'Izu. Allà va servir com metge de poble, dirigint clíniques per als seus veïns sense demanar paga alguna. Com era el costum en aquests dies, els pacients deixaven gestos simbòlics tradicionals de la seva gratitud i petites sumes de diners. Després de cobrir les seves despeses, el Dr. Ishihara va tornar tots els diners restant als vilatans. Aquests fons van ser usats per poder construir una biblioteca i una cambra d'estudi per als nens del llogaret, un tribut adequat per al benefactor altament respectat qui va anar a viure en el seu entorn fins al dia de la seva mort el 1963.